# 怒涛のくるくるシアター
『怒涛のくるくるシアター』（どとうのくるくるシアター）は、読売テレビで放送されていた関西ローカルのバラエティ番組。ステレオ放送を実施。司会は桂小枝、牧野エミ、古田新太が担当。
1990年から1992年までは毎週土曜 25:10 - 26:40に、1992年4月から同年9月までは毎週月曜 25:10 - 25:40に放送。土曜深夜時代には大阪府吹田市江坂にあるライブハウス・江坂ブーミンホール（現在の江坂ミューズ）からの録画中継で、月曜深夜時代には読売テレビ第2スタジオでの収録放送だった。ほか、ロケによるコントも放送していた。

## 内容
土曜放送時代の特徴は、主に4つのカラーに分けられる。
若手芸人の発掘
雨上がり決死隊、FUJIWARA、バッファロー吾郎、ジャドリスト、ぜんじろうの5組9人によるユニット「しねしね団」を中心とする若手芸人たちに活躍の場を与えていた。
関西劇団系俳優の重用
劇団そとばこまち（槍魔栗三助、みやなおこ、山西惇他）、劇団☆新感線（古田新太、羽野晶紀、竹田団吾他）、売名行為（升毅・牧野エミ・立原啓裕）などに所属している関西系の舞台俳優を司会進行やトークコーナーに積極的に起用。得意分野であるシュールなコントも披露していた。彼らは、1990年3月まで同局で放送されていた『現代用語の基礎体力』にも出演していた。
アングラ芸人を表舞台に出す
誰もついていけないような極めてシュールなネタや、場の空気を無視した突っ走ったネタを持つアングラ芸人を紹介する。山田花子もピン芸人時代に芸を披露した事もある他、関東からもWAHAHA本舗の所属タレントが出演し、吹越満の「ロボコップ演芸」や梅垣義明の「霧の摩周湖」を披露するなどしていた。また、1991年には「リハビリシアター」というコーナーが設けられ、その第1回目に紹介されたのがよゐこ（当時のコンビ名はなめくぢ）であった。
関西発音楽の紹介
モダンチョキチョキズ、おかげ様ブラザーズ、ミック宮川など、関西ならではのアーティストの歌を紹介。
月曜深夜への移動後には、放送時間が3分の1に短縮された影響で若手芸人たちによるコントが中心の番組になった。そして、それから半年で番組は打ち切られた。

## その他
- この番組は、出演者もスタッフも若手を中心に揃えていた。プロデューサー兼チーフディレクターには当時26歳であった武野一起を起用し、ディレクター陣も同世代のスタッフで固めていた。
- 『R-1ぐらんぷり2008』の決勝メンバーに残った世界のナベアツはジャリズムとして、芋洗坂係長はテンション（相方は俳優の田口浩正）として準レギュラー的に出演。司会の雨上がり決死隊はほぼレギュラーとして出演。その他、星田英利、宮川大輔はチュパチャップスとして出演していた。
- 番組初期には中島らもも出演していた。

## テーマ曲
- カーニバルがやってくるぞ（パリ野郎ジャマイカに飛ぶ）（四人囃子）
- 雲南の風（SACRA）

## スタッフ
土曜深夜時代初期のスタッフロールには、製作局=「讀賣天才製作所」、チーフプロデューサー=「所長」、総合演出兼プロデューサー=「副所長」、チーフディレクター=「主任所員」、ディレクター=「所員」などといった独特の表現を使用していた。
以下は土曜深夜時代・月曜深夜時代共通のスタッフ。
- ディレクター（所員）：藪亀かおり
- プロデューサー・ディレクター（主任所員）：武野一起
- チーフプロデューサー（所長）：池田智

以下は土曜深夜時代のみのスタッフ。
- ディレクター（所員）：宇野馨、西田二郎、木村尚美、土居原作也
- 総合演出・プロデューサー（副所長）：逵敦史
- プロデューサー：藤門浩之、長江信一
- 制作著作：よみうりテレビ（讀賣天才製作所）